# Belén (Catamarca)
Belén é um município da Argentina, localizada no departamento de Belén, província de Catamarca.